# A Perfect Couple
A Perfect Couple is een film uit 1979 geregisseerd door Robert Altman.

## Verhaal
De film gaat over twee mensen die aan elkaar gekoppeld worden door middel van videodating:
- Alex Theodopoulos (gespeeld door Paul Dooley) houdt van klassieke muziek, net als zijn tirannieke vader Panos Theodopolous (gespeeld door Vandis), die zich dirigent waant als hij de maat slaat bij zijn eigen platencollectie;
- Sheila Shea (Marta Heflin) stamt uit een soort rockcommune, die door het land openluchtconcerten verzorgt (de film bevat veel muziek).

Kennelijk heeft de datingservice een foutje gemaakt: klassiek staat haaks op easy listening, Alex en Sheila kunnen het voorlopig wel vergeten.
Een atypische film van Altman, die meestal nogal cynische films aflevert, maar hier een mierzoete, maar af en toe satirische komedie aflevert.

## Rolverdeling
| Acteur            | Personage             |
| ----------------- | --------------------- |
| Paul Dooley       | Alex Theodopoulos     |
| Marta Heflin      | Sheila Shea           |
| Titos Vandis      | Panos Theodopoulos    |
| Belita Moreno     | Eleousa               |
| Henry Gibson      | Fred Bott             |
| Dimitra Arliss    | Athena                |
| Allan F. Nicholls | Dana 115              |
| Ann Ryerson       | Skye 147 Veterinarian |
| Poppy Lagos       | Melpomeni Bott        |
| Dennis Franz      | Costa                 |
| Margery Bond      | Wilma                 |
| Mona Golabek      | Mona                  |
| Joel Crothers     | Ben                   |
| Susan Blakeman    | Penelope Bott         |
| Melanie Bishop    | Star                  |

## Muziek
(NOTE: De songs in deze lijst, en op de aftiteling van de film, kunnen niet allemaal teruggevonden worden op de cd. Bekijk de track-details op de cd voor bevestiging.)
"Romance Concerto" ("Adieu Mon Amis") — door Thomas Pierson en Allan Nicholls

"Somp'ins Got A Hold On Me" — door Tony Berg & Ted Neeley

"Hurricane" — door Tony Berg, Ted Neeley & Allan Nicholls

"Weeke-End Holiday" — door Allan Nicholls, B.G. Gibson & Tony Berg

"Won't Somebody Care" — door Tony Berg & Allan Nicholls

"Love Is All There Is" — door Allan Nicholls, Tony Berg & Ted Neeley

"Searchin' For The Light" — door Tomi-Lee Bradley, Tony Berg, Allam Nicholls & Ted Neeley

"Lonely Millionaire" — door Cliff De Young & Tony Berg

"Fantasy" — door Allan Nicholls

"Don't Take Forever" — door Allan Nicholls, B.G. Gibson & Tony Berg

"Let The Music Play" — door Allan Nicholls & Otis Stephens

"Goodbye Friends" — door Allan Nicholls